# (2936) Nechvíle
(2936) Nechvíle – planetoida z pasa głównego asteroid okrążająca Słońce w ciągu 4 lat i 142 dni w średniej odległości 2,68 j.a. Została odkryta 17 września 1979 roku w Obserwatorium Kleť w pobliżu Czeskich Budziejowic przez Antonína Mrkosa. Nazwa planetoidy pochodzi od Vincence Nechvíle (1890-1964), czeskiego astronoma. Przed nadaniem nazwy planetoida nosiła oznaczenie tymczasowe (2936) 1979 SF.